# 天主教庫魯內格勒教區
天主教庫魯內格勒教區 （拉丁語：Diocesis Kurunegalaensis）是斯里蘭卡一個羅馬天主教教區，屬科倫坡總教區。1987年5月15日自科倫坡總教區分出，建立教區。
教區範圍包括斯里蘭卡西北省庫魯內格勒區，教座位於庫魯內格勒。2006年有教友48,967人、28個堂區、45名司鐸。現任教區主教為哈羅德‧安多尼‧佩雷拉。